# Piekielnik (dopływ Czarnego Dunajca)
Piekielnik – potok, lewy dopływ Czarnego Dunajca o długości 10,76 km i powierzchni zlewni 56,39 km².
Potok wypływa na wysokości około 652,5 m na dziale wodnym między zlewiskami Morza Czarnego i Morza Bałtyckiego w Kotlinie Orawsko-Podhalańskiej. Jest to miejsce tak płaskie, o tak nieznacznym spadku, że działy tych dwu mórz łączą się tutaj z sobą. Piekielnik spływa w tym miejscu w kierunku wschodnim, zaś w kierunku północnym spływa Czarna Woda znajdująca się w zlewisku Morza Czarnego, ale obydwa te cieki na dziale wodnym łączą się z sobą. Czarna Woda jest dopływem potoku, który również nazywa się Piekielnik, ale jest to inny potok, uchodzący do Czarnej Orawy na Słowacji.
Piekielnik płynie w kierunku wschodnim przez torfowiska Kotliny Nowotarskiej: Baligówkę i Puściznę Rękowiańska, przepływa przez Stary Jaz będący częścią miejscowości Dział i w miejscowości Długopole uchodzi do Czarnego Dunajca na wysokości 616 m.
Główne dopływy potoku stanowią: Potok Chorów, Załuczny, Uboczańska, Dudowiec.